# Кивијеова газела
Кивијеова газела (лат. Gazella cuvieri) је врста сисара из реда папкара (Artiodactyla) и породице шупљорожаца (Bovidae).

## Распрострањење
Ареал врсте је ограничен на мањи број држава. 
Врста има станиште у Алжиру, Мароку, Тунису и Западној Сахари.

## Станиште
Станишта врсте су шуме, планине и брдовити предели. 

## Угроженост
Ова врста се сматра рањивом.